# 김다영 (바둑 기사)
김다영(金多瑛, 1998년 3월 14일 ~ )은 대한민국의 바둑 기사이다. 바둑 기사 겸 명지대학교 교수 김성래의 차녀이고 김채영 기사의 동생이다.

## 약력
한종진 바둑도장 출신으로 2015년에 제44회 여자입단대회를 통해 입단했다. 2016년 제21회 BnBK배 프로여류국수전에서 본선 16강에 올랐으며 2017년 6월, 2단으로 승단했다. 2017년 제1기 한국제지 여자 기성전에서 우승을 하고 3단으로 승단했다. 제2회 미래의 별 신예최강전 본선 16강과 제36기 KBS바둑왕전 본선 32강에 진출했다. 2020년 4단으로 승단했다.